# 坂田信久
坂田 信久（さかた のぶひさ、1941年2月20日 - ）は、富山県出身の元テレビディレクター、サッカー選手、実業家。
日本テレビ放送網のスポーツ局次長、東京ヴェルディ1969（現・東京ヴェルディ）社長、国士舘大学大学院教授を歴任した。

## 略歴
富山県立富山中部高等学校時代はサッカー部に所属し、全国高等学校サッカー選手権大会に3年連続で出場した。1959年に入学した東京教育大学（現：筑波大学）でも蹴球部に入り1年生でレギュラーとなった。同期が今西和男、3学年上に上田亮三郎、1学年上に勝澤要、1学年下に松本光弘がいる。
当初は大学卒業後教師になるつもりであったが、1961年に当時サッカー日本代表の指導のため来日していたデットマール・クラマーの講演を聴き、その講演の中でクラマーが指導者の重要性と共に報道機関の重要性を説いたことでマスメディアへの興味がわいたという。
1963年に大学を卒業すると日本テレビ放送網（NTV）に入社。NTVでは当初よりスポーツ中継班の一員としてプロ野球の読売ジャイアンツ戦、ボクシング・プロレス中継などを担当。また、1969年に読売サッカークラブを立ち上げた際にその中核スタッフの一人となったほか、1971年に全国高等学校サッカー選手権大会の中継権を獲得した際や、1981年のトヨタカップ開始などにも関わった。
それ以外にも1987年の箱根駅伝完全生中継の実現や、世界陸上東京大会の開催などスポーツ中継にも関わった。
1993年5月にはNTVスポーツ局次長となり、1994年から1996年まで読売クラブの後身であるヴェルディ川崎（現・東京ヴェルディ）の運営会社である株式会社読売日本サッカークラブの取締役を兼務した。1996年、人事異動で一旦スポーツ畑を離れ同局ソフト開発局次長となる。
1998年から読売日本サッカークラブに出向し専務取締役に就任。同年11月には読売新聞社の資本引き上げに伴い、株式会社日本テレビフットボールクラブ（日本テレビFC）へ社名が変わった同社の社長に就任した。2001年3月にNTVを定年退職したが、日本テレビフットボールクラブの社長は2002年まで務めた（その後、同社相談役に就任）。
2003年に国士舘大学大学院教授に就任（これに伴い日本テレビFCより退社）。大学では主にスポーツマネジメント等を教えていた。また2009年からスタートしたサッカー検定の監修も務めているほか、Jリーグのマッチコミッショナーも務めた。2011年3月に定年のため国士舘大学を退職した。
2011年には、自らが先頭にたって立ち上げた「新春スポーツスペシャル箱根駅伝」のメインスポンサー、サッポロビールの駅伝用特別企画CMで坂田本人が出演し、当時社内からの反対を押し切って始めた完全生中継までの道のりを語った。CMは60秒間だが、サッポロビールの特設サイトにはエピソードの詳細が文字で掲載されている。
2010年に創設された日本スポーツ学会大賞では、「坂田信久と日本テレビ箱根駅伝中継スタッフ」として第1回受賞者となっている。